# Tour de Francia 1930
El Tour de Francia de 1930 fue la 24.ª edición del Tour de Francia y se disputó entre el 2 y el 27 de julio de 1930, sobre un recorrido de 4.822 km distribuidos en 21 etapas. La carrera fue ganada por el francés André Leducq, a una velocidad media de 28,002 km/h,  con casi un cuarto de hora sobre el segundo clasificado, el italiano Learco Guerra.
En esta edición se introdujo un nuevo formato en los equipos ciclistas: los equipos fueron organizados por países y cada uno tenía 10 ciclistas en sus filas. Este sistema demostró ser muy bueno para los franceses, ya que colocaron a seis ciclistas entre los diez primeros clasificados. Además André Leducq ganó la clasificación general, mientras Charles Pélissier consiguió ocho victorias de etapa.
Como novedad, en esta edición se introdujo la caravana publicitaria.

## Cambios respecto a la edición anterior
El director del Tour, Henri Desgrange, había hecho numerosos intentos para acabar con las tácticas de equipo en el Tour de Francia, ya que él quería que la victoria fuera consecuencia del esfuerzo individual. En 1929 se habían eliminado los patrocinadores, pero eso no había tenido ningún efecto real en la carrera, ya que los miembros del equipo Alcyon cooperaron entre ellos, permitiendo que un enfermo Maurice de Waele ganara la carrera. En 1930, Desgrange sustituyó los equipos comerciales por equipos nacionales. Con este cambio, aceptaba la importancia de los equipos a la hora de luchar por la victoria, pero a la vez limitaba los intereses comerciales de los patrocinadores en favorecer uno u otro ciclista. La carrera empezó con cinco equipos nacionales integrados por ocho ciclistas cada  uno y unos 60 touriste-routiers. Además, todos los ciclistas compitieron en bicicletas idénticas, de color amarillo.
A los equipos comerciales no les gustó la imposición de los equipos nacionales, ya que perdían la publicidad en carrera más importante de la temporada, mientras tenían que seguir pagando el sueldo de los ciclistas. Hasta entonces, los equipos comerciales se hacían cargo de la comida, transporte y alojamiento a los ciclistas durante la carrera. Pero a partir de este momento, es la organización del Tour quien se hace cargo. Por este motivo, se introdujo la caravana publicitaria. En 1930 solo tres empresas tomaron parte en esta caravana publicitaria, pero desde entonces no ha parado de crecer. El patrocinador más popular era chocolates Menier. Hasta 500.000 aficionados que se acercaron a ver las etapas del Tour de Francia recibieron porciones de chocolate.
En 1929 todos los ciclistas tenían que reparar los desperfectos sufridos en la bicicleta y terminar la etapa con la bicicleta con la que la habían comenzado. Esto hizo que Victor Fontan tuviera que abandonar mientras era líder. En 1930 esta norma fue eliminada y se permitió que los ciclistas recibieran ayuda si tenían problemas mecánicos.
Entre 1927 y 1929 algunas etapas se disputaron como contrarrelojes por equipo. Esta modalidad de etapas fue totalmente abandonada en esta edición.
En este año tuvo lugar la primera retransmisión en directo del Tour de Francia por radio.
Se introdujeron dos premios económicos extras en esta edición, dados por los hermanos Soor de Grand Sport. El ciclista que lideraba la clasificación general, y por tanto llevaba el jersey amarillo, recibía el Maillot de oro, y 1000 francos por cada etapa. El mejor touriste-routier en la clasificación general recibía el 'Maillot de plata', y 500 francos por etapa. A pesar del nombre, no había ningún uniforme de plata para el mejor touriste-Routier.

## Participantes
Por primera vez el Tour se corrió con equipos nacionales. Bélgica, Italia, España, Alemania y Francia enviaron equipos compuestos por ocho ciclistas. Aparte, tomaron parte 60 ciclistas como  touriste-routiers, la mayoría de los cuales eran franceses. Algunos de ellos estaban agrupados en equipos regionales.
Uno de los más destacados ciclistas que tomó parte en esta edición fue Alfredo Binda, que corrió por el equipo nacional italiano. Binda había dominado el Giro de Italia en las últimas ediciones, ganando en 1925, 1927, 1928 y  1929, año en que ganó ocho etapas consecutivas. En 1930 recibió dinero para no participar en el Giro de Italia, por lo que decidió participar en el Tour de Francia. Con todo, no se esperaba que aceptara el sufrimiento del Tour, con gente atacando en todo momento, cuando en Italia lo controlaba todo.
El equipo francés estaba liderado por Victor Fontan, quien había tenido que retirarse debido a problemas mecánicos el año anterior cuando lideraba la carrera; y André Leducq. En el equipo belga el principal favorito era Jef Demuysere.
El equipo español estaba liderado por el valenciano Salvador Cardona, vencedor de una etapa y cuarto clasificado en la edición anterior.

## Recorrido
El recorrido es similar al de los años precedentes, aunque por primera vez desde  1910 el kilometraje baja de los 5.000 km y se reduce una etapa, pasando de 22 a 21 las etapas disputadas. En esta edición todavía hay 4 etapas con más de 300 kilómetros. Se volvió a recorrer todo el perímetro de Francia en el sentido contrario a las agujas del reloj. La tradicional etapa entre la costa atlántica y Luishon es acortada en distancia mediante la creación de una etapa puente, con final en Pau. Las principales dificultades montañosas que los ciclistas deben superar son la Col d'Aubisque y el Tourmalet, en Pirineos y el Col de Vars, el Galibier y el Ballon d'Alsace en los Alpes.

## Desarrollo de la carrera

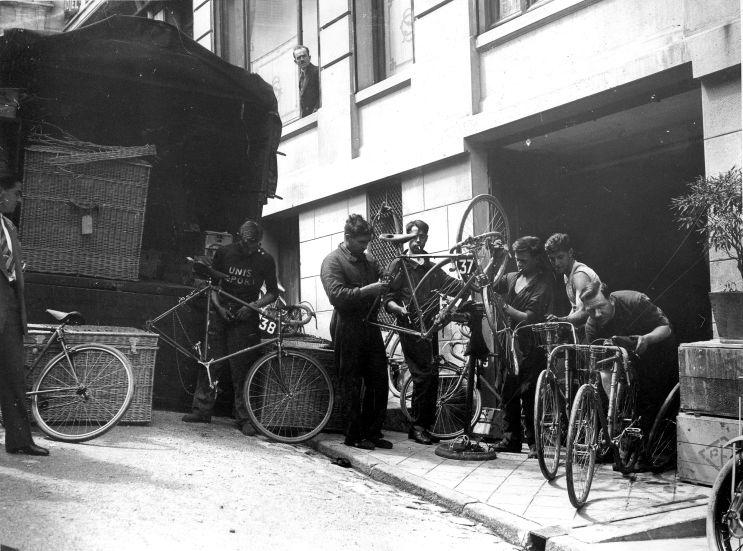
Haciendo el mantenimiento de las bicicletas durante la jornada de descanso en Belfort.

La primera etapa fue ganada por Charles Pélissier, el cual pasó a liderar la carrera, siendo el tercero de los hermanos Pélissier en hacerlo. Durante las primeras etapas, antes de los Pirineos, los sprinters lucharon por las victorias de etapa. El italiano Learco Guerra pasó a liderar la carrera tras ganar la segunda etapa. Entre los favoritos a la victoria final destaca la caída sufrida por Alfredo Binda en la séptima etapa, acto que le hizo perder más de una hora y toda esperanza en alcanzar la victoria final. 
Con todo, Binda ganó la octava y novena etapa, antes de abandonar durante la décima etapa. En la novena etapa el liderato pasó a manos del francés André Leducq, que llegó a meta con el mismo tiempo que Binda. En esta misma etapa el verdadero protagonista del día fue el "touriste-routier" Benoît Fauré, que pasó en primer lugar por la cima de la Col d'Aubisque y el Tourmalet, aunque en los últimos kilómetros fue superado por Binda, Leducq, Pierre Magne y Antonin Magne.
En la decimosexta etapa, bajando del Galibier, el líder de la carrera, André Leducq, cayó; perdiendo el conocimiento. Cuando se despertó, Pierre Magne lo subió a la bicicleta, y sus compañeros de equipo le ayudaron a reintegrarse al grupo de los favoritos. Learco Guerra, segundo clasificado en la general con poco más de 16 minutos, vio una oportunidad y junto con Jef Demuysere aceleraron el ritmo. Justo antes de iniciar la ascensión al Col del Télégraphe, Leducq rompió un pedal de la bicicleta. Su compañero de equipo Marcel Bidot cogió un pedal de la bicicleta de un espectador. Leducq pensó en abandonar, pero fue convencido por sus compañeros para que volviera a subir a la bicicleta. Con 60 kilómetros por la llegada lograron reintegrarse al grupo de Guerra e incluso disputar y ganar el esprint a Évian-les-Bains.
Sin más etapas de montaña hasta el final, la victoria de Leducq estaba asegurada. Charles Pélissier hizo más gloriosa la victoria del equipo francés, al ganar las últimas cuatro etapas. Seis franceses acabaron entre los diez primeros de la general.

## Resultados

### Etapas
Charles Pélissier ganó ocho etapas, cuatro de ellas de manera consecutiva. Fue el último ciclista en hacerlo hasta que Mario Cipollini lo repitió en 1999. Pélissier también cruzó en primera posición la sexta etapa, pero fue descalificado por haber tomado de la camiseta a Binda. Asimismo finalizó en segunda posición siete veces y entre los tres primeros de la etapa en 18 de las 21 etapas. 
Pélissier dominó las etapas, pero perdió tiempo en las etapas de montaña. En la novena etapa acabó decimoquinto, perdiendo más de 23 minutos, en la decimocuarta perdió 75 segundos con Leducq, y en la decimoquinta perdió más de 50 minutos, acabando en la 31.ª posición. Las ocho victorias de etapa de Pélissier en una misma edición del Tour es un récord que se mantiene vigente en la actualidad. Este récord fue igualado por Eddy Merckx en 1970 y  1974 y Freddy Maertens en 1976.

## Etapas[8][4][20]
| Etapa | Fecha       | Recorrido                    | Distancia (km) | Ganador           | Líder             |
| ----- | ----------- | ---------------------------- | -------------- | ----------------- | ----------------- |
| 1.ª   | 2 de julio  | París-Caen                   | 206            | Charles Pélissier | Charles Pélissier |
| 2.ª   | 3 de julio  | Caen-Dinan                   | 203            | Learco Guerra     | Learco Guerra     |
| 3.ª   | 4 de julio  | Dinan-Brest                  | 206            | Charles Pélissier | Learco Guerra     |
| 4.ª   | 5 de julio  | Brest-Vannes                 | 210            | Omer Taverne      | Learco Guerra     |
| 5.ª   | 6 de julio  | Vannes-Les Sables-d'Olonne   | 202            | André Leducq      | Learco Guerra     |
| 6.ª   | 7 de julio  | Les Sables-d'Olonne-Burdeos  | 285            | Jean Aerts        | Learco Guerra     |
| 7.ª   | 8 de julio  | Burdeos-Hendaya              | 222            | Jules Merviel     | Learco Guerra     |
| 8.ª   | 9 de julio  | Hendaya-Pau                  | 146            | Alfredo Binda     | Learco Guerra     |
| 9.ª   | 10 de julio | Pau-Luchon                   | 231            | Alfredo Binda     | André Leducq      |
| 10.ª  | 12 de julio | Luchon-Perpiñán              | 322            | Charles Pélissier | André Leducq      |
| 11.ª  | 14 de julio | Perpiñán-Montpellier         | 164            | Charles Pélissier | André Leducq      |
| 12.ª  | 15 de julio | Montpellier-Marsella         | 209            | Antonin Magne     | André Leducq      |
| 13.ª  | 16 de julio | Marsella-Cannes              | 181            | Learco Guerra     | André Leducq      |
| 14.ª  | 17 de julio | Cannes-Niza                  | 132            | Louis Peglion     | André Leducq      |
| 15.ª  | 19 de julio | Niza-Grenoble                | 333            | Learco Guerra     | André Leducq      |
| 16.ª  | 21 de julio | Grenoble-Évian-les-Bains     | 331            | André Leducq      | André Leducq      |
| 17.ª  | 23 de julio | Évian-les-Bains-Belfort      | 282            | Frans Bonduel     | André Leducq      |
| 18.ª  | 24 de julio | Belfort-Metz                 | 223            | Charles Pélissier | André Leducq      |
| 19.ª  | 25 de julio | Metz-Charleville             | 159            | Charles Pélissier | André Leducq      |
| 20.ª  | 26 de julio | Charleville - Malo-les-Bains | 271            | Charles Pélissier | André Leducq      |
| 21.ª  | 27 de julio | Malo-les-Bains - París       | 300            | Charles Pélissier | André Leducq      |

## Clasificación general
| Clasificación general |                   |                                            |                   |
| Ciclista              | Ciclista          | Equipo                                     | Tiempo            |
| --------------------- | ----------------- | ------------------------------------------ | ----------------- |
| 1.º                   | André Leducq      | Francia                                    | 172 h 12 min 16 s |
| 2.º                   | Learco Guerra     | Italia                                     | + 14 min 13 s     |
| 3.º                   | Antonin Magne     | Francia                                    | + 16 min 03 s     |
| 4.º                   | Jef Demuysere     | Bélgica                                    | + 21 min 34 s     |
| 5.º                   | Marcel Bidot      | Francia                                    | + 41 min 18 s     |
| 6.º                   | Pierre Magne      | Francia                                    | + 45 min 42 s     |
| 7.º                   | Frans Bonduel     | Bélgica                                    | + 56 min 19 s     |
| 8.º                   | Benoît Faure      | Touriste-routier (equipo regional Sudeste) | + 58 min 34 s     |
| 9.º                   | Charles Pélissier | Francia                                    | + 1 h 04 min 37 s |
| 10.º                  | Adolf Schön       | Alemania                                   | + 1 h 21 min 39 s |

| Clasificación final (11–59) |                    |                                                   |                    |
| Ciclista                    | Ciclista           | Equipo                                            | Tiempo             |
| --------------------------- | ------------------ | ------------------------------------------------- | ------------------ |
| 11.º                        | Louis Delannoy     | Bélgica                                           | + 1 h 27 min 23 s  |
| 12.º                        | Aimé Dossche       | Bélgica                                           | + 1 h 28 min 14 s  |
| 13.º                        | Oskar Thierbach    | Alemania                                          | + 1 h 35 min 34 s  |
| 14.º                        | Louis Peglion      | Touriste-routier (equipo regional Provenza)       | + 1 h 44 min 14 s  |
| 15.º                        | Jan Mertens        | Bélgica                                           | + 1 h 49 min 24 s  |
| 16.º                        | Salvador Cardona   | España                                            | + 1 h 59 min 43 s  |
| 17.º                        | Valeriano Riera    | España                                            | + 2 h 23 min 09 s  |
| 18.º                        | Marcel Mazeyrat    | Touriste-routier (equipo regional Sudeste)        | + 2 h 25 min 23 s  |
| 19.º                        | Georges Laloup     | Bélgica                                           | +2 h 31 min 37 s   |
| 20.º                        | Giuseppe Pancera   | Italia                                            | + 2 h 33 min 51 s  |
| 21.º                        | Jules Merviel      | Francia                                           | +2 h 43 min 42 s   |
| 22.º                        | Felix Manthey      | Alemania                                          | + 3 h 10 min 37 s  |
| 23.º                        | Georges Berton     | Touriste-routier (equipo regional Champaña)       | + 3 h 17 min 11 s  |
| 24.º                        | Vicente Trueba     | España                                            | + 3 h 17 min 19 s  |
| 25.º                        | François Moreels   | Touriste-routier (equipo regional Ile de France)  | + 3 h 20 min 30 s  |
| 26.º                        | Jean Goulême       | Touriste-routier (equipo regional Midi)           | + 3 h 36 min 31 s  |
| 27.º                        | Francisco Cepeda   | España                                            | + 3 h 54 min 47 s  |
| 28.º                        | François Ondet     | Touriste-routier                                  | + 4 h 06 min 40 s  |
| 29.º                        | Louis Bajard       | Touriste-routier (equipo regional Sudeste)        | + 4 h 09 min 09 s  |
| 30.º                        | Omer Taverne       | Bélgica                                           | + 4 h 23 min 52 s  |
| 31.º                        | Marco Giuntelli    | Italia                                            | + 4 h 41 min 30 s  |
| 32.º                        | Auguste Encrine    | Touriste-routier (equipo regional Costa Azul)     | + 4 h 52 min 34 s  |
| 33.º                        | Alfred Siegel      | Alemania                                          | + 4 h 54 min 30 s  |
| 34.º                        | Juan Mateu         | Espania                                           | + 5 h 11 min 15 s  |
| 35.º                        | Lucien Laval       | Touriste-routier                                  | + 5 h 41 min 42 s  |
| 36.º                        | José Trueba        | España                                            | + 6 h 27 min 47 s  |
| 37.º                        | Henri Touzard      | Touriste-routier (equipo regional Normandia)      | + 6 h 44 min 43 s  |
| 38.º                        | Pierre Jouel       | Touriste-routier                                  | + 6 h 51 min 13 s  |
| 39.º                        | Adrien Plautin     | Touriste-routier (equipo regional Midi)           | + 6 h 56 min 34 s  |
| 40.º                        | Léopold Boisselle  | Touriste-routier                                  | + 7 h 09 min 57 s  |
| 41.º                        | Fernand Robache    | Touriste-routier                                  | + 7 h 48 min 03 s  |
| 42.º                        | Henri Gottrand     | Touriste-routier (equipo regional Ile de France)  | + 7 h 58 min 58 s  |
| 43.º                        | Amand Goubert      | Touriste-routier (equipo regional Norte)          | + 8 h 10 min 55 s  |
| 44.º                        | Paul Delbart       | Touriste-routier (equipo regional Champagne)      | + 8 h 11 min 14 s  |
| 45.º                        | Jean Martinet      | Touriste-routier                                  | + 8 h 23 min 55 s  |
| 46.º                        | Henri Prévost      | Touriste-routier                                  | + 8 h 23 min 58 s  |
| 47.º                        | Marcel Tissier     | Touriste-routier                                  | + 8 h 54 min 53 s  |
| 48.º                        | Battista Berardi   | Touriste-routier (equipo regional Costa Azul)     | + 9 h 10 min 33 s  |
| 49.º                        | Guy Bariffi        | Touriste-routier (equipo regional Champagne)      | + 9 h 19 min 38 s  |
| 50.º                        | Lucien Lange       | Touriste-routier (equipo regional Alsacia-Lorena) | + 10 h 20 min 54 s |
| 51.º                        | Marcel Masson      | Touriste-routier (equipo regional Normandia)      | + 10 h 21 min 04 s |
| 52.º                        | Édouard Teisseire  | Touriste-routier (equipo regional Provenza)       | + 10 h 23 min 24 s |
| 53.º                        | Jean Ampurias      | Touriste-routier (equipo regional Costa Azul)     | + 10 h 40 min 49 s |
| 54                          | Charles Cottalorda | Touriste-routier (equipo regional Costa Azul)     | + 11 h 49 min 29 s |
| 55.º                        | Paulin Lanteri     | Touriste-routier                                  | + 11 h 55 min 24 s |
| 56.º                        | Émile Faillu       | Touriste-routier (equipo regional Ile de France)  | + 12 h 57 min 35 s |
| 57.º                        | Georges Petit      | Touriste-routier                                  | + 14 h 14 min 14 s |
| 58.º                        | Pierre Bobo        | Touriste-routier (equipo regional Midi)           | + 14 h 37 min 15 s |
| 59.º                        | Marcel Ilpide      | Touriste-routier (equipo regional Midi)           | + 15 h 10 min 18 s |

### Clasificación por equipos
La clasificación por equipos nacionales fue ganada por el equipo francés.
| Clasificación por equipos |          |                   |
| Equipo                    | Equipo   | Tiempo            |
| ------------------------- | -------- | ----------------- |
| 1.º                       | Francia  | 517 h 34 min 09 s |
| 2.º                       | Bélgica  | + 1 h 48 min 55 s |
| 3.º                       | Alemania | + 5 h 09 min 59 s |
| 4.º                       | Italia   | + 6 h 32 min 42 s |
| 5.º                       | España   | + 6 h 42 min 50 s |

Los Touriste-routiers fueron divididos en equipos regionales, por lo que se realizó una clasificación por equipos diferenciada. El equipo del Sudeste fue el ganador.
| Clasificación por equipos regionales |                |                    |
| Equipo                               | Equipo         | Tiempo             |
| ------------------------------------ | -------------- | ------------------ |
| 1.º                                  | Sudeste        | 524 h 07 min 15 s  |
| 2.º                                  | Champaña       | + 13 h 21 min 50 s |
| 3.º                                  | Ille de France | + 15 h 45 min 56 s |
| 4.º                                  | Costa Azul     | + 17 h 13 min 29 s |
| 5.º                                  | Midi           | + 18 h 12 min 41 s |
| 6.º                                  | Provenza       | + 20 h 47 min 29 s |
| 7.º                                  | Normandía      | + 25 h 46 min 13 s |
| 8.º                                  | Norte          | + 33 h 00 min 52 s |
| 9.º                                  | Alsacia-Lorena | + 35 h 11 min 08 s |